# Жіноча збірна Японії з хокею із шайбою
Жіноча збірна Японії з хокею із шайбою (яп. アイスホッケー女子日本代表)  — національна жіноча збірна Японії, яка представляє свою країну на міжнародних змаганнях з хокею із шайбою. Управління збірною здійснюється Японською хокейною федерацією, яка є членом ІІХФ. У Японії налічується 2 623 жінок-хокеїсток у 2014 році.

## Результати

### Виступи на чемпіонатах світу
- 1990 – 8 місце
- 1999 – 1 місце (Група В)
- 2000 – 8 місце
- 2001 – 2 місце (Дивізіон І)
- 2003 – 1 місце (Група В)
- 2004 – 9 місце
- 2005 – 2 місце (Дивізіон І)
- 2007 – 1 місце (Дивізіон І)
- 2008 – 7 місце
- 2009 – 8 місце
- 2011 – знялась з турніру
- 2012 – 3 місце (Дивізіон ІА)
- 2013 – 1 місце (Дивізіон ІА)
- 2015 – 7 місце
- 2016 – 8 місце
- 2017 – 1 місце (Дивізіон ІА)
- 2019 – 8 місце
- 2021 – 6 місце
- 2022 – 5 місце
- 2023 – 7 місце
- 2024 – 8 місце
- 2025 – 7 місце

### Виступи на Олімпійських іграх
- 1998 – 6 місце
- 2002 – не брали участь
- 2006 – не брали участь
- 2010 – не брали участь
- 2014 – 8 місце
- 2018 – 6 місце
- 2022 – 6 місце

### Виступи на Зимових азійських Іграх
- 1996 – 2 місце
- 1999 – 2 місце
- 2003 – 2 місце
- 2007 – 2 місце
- 2011 – 2 місце

### Азійський Кубок Виклику
- 2010 – 2 місце
- 2011 – 1 місце
- 2012 – 1 місце

### Тихоокеанський кубок
- 1995 – 4 місце
- 1996 – 4 місце